# Krystatuzaur
Krystatuzaur (Cristatusaurus lapparenti) – dinozaur z rodziny spinozaurów (Spinosauridae).
Żył w epoce wczesnej kredy (ok. 121-112 mln lat temu) na terenach Afryki. Długość ciała ok. 10 m, wysokość ok. 4 m, masa ok. 1,5 t. Jego szczątki znaleziono w Nigrze.
Opisany na podstawie fragmentu żuchwy. Szczegółowa klasyfikacja – dyskusyjna.